# Joe Houston
Joseph Abraham Houston Austin (Texas), 12 de julio de 1926 – Long Beach (California), 28 de diciembre de 2015) fue un saxofonista tenor que tocó jazz y rhythm and blues.

## Biografía
Joe Houston empezó estudiando la trompeta en la escuela, cambiando por el saxofón después. Cuando era adolescente comenzó a emular a una banda de gira comprando un traje rojo con pantalones blancos. Una noche de 1941 un saxofonista no se presentó a un concierto con la banda y Houston tomó su lugar. Entre 1943 y 1946, Houston realizó una gira con la banda de King Kolax a través de Kansas City, Chicago y en todo el Medio Oeste.
Después de la Segunda Guerra Mundial, Houston volvió a Texas, grabando con el pianista Amos Milburn y el cantante Big Joe Turner. Al principio tocó el saxo alto, pero lo cambió por el tenor a raíz de saxofonistas como Big Jay McNeely y  Paul Williams. Turner escogió a Houston para sus primeras grabaciones en Freedom Records en 1949. Houston se trasladó a Baton Rouge (Louisiana) y tocó con Betty Roche y Wynonie Harris.
De forma eventual, Houston creó su propia banda The Rockets, y se trasladaron a Los Ángeles en 1952. Solo grabó dos canciones en 1952 ("Worry, Worry, Worry", y "Hard Time Baby"). Por contra, grabó para numerosos estudios de grabación como Modern y Crown.
Houston estuvo en Los Ángeles la mayor parte de su carrera. Hizo giras y grabó con su banda the Defrosterz, inicialmente compuesta por Mark St. John, bajista y mánager con el que estuvo más de 20 años, y el teclista Mike Malone. 
La carrera de Houston acabó después de que tuviera un ataque al corazón en 2006. Joe volvió a los escenarios en julio de 2008 para actuar en el Long Beach lobster Festival y continuó tocando hasta 2012 a pesar de su enfermedad. Moriría el 28 de diciembre de 2015 en Long Beach (California).

## Singles
| Año  | Título                | Álbum                                  | US R&B |
| ---- | --------------------- | -------------------------------------- | ------ |
| 1952 | "Worry, Worry, Worry" | Rock & Roll with Joe Houston & Rockers | 10     |
| 1952 | "Hard Time Baby"      | Rock & Roll with Joe Houston & Rockers | 10     |